# RaiSat 2
RaiSat 2 è stata un'emittente televisiva satellitare dedicata ai bambini, prodotta da RaiSat e Rai. Fu il primo di una sequela di canali satellitari editi da RaiSat.

## Storia
Il canale nacque come gratuito il 29 settembre 1997 ed era disponibile su D+ (poi TELE+ Digitale). Il suo palinsesto era composto da programmi italiani e non italiani per bambini dai 5 ai 9 anni e per ragazzi dai 10 ai 15 anni. Nel 1999 il canale si trasformò  in RaiSat Ragazzi, canale che ha vissuto fino al 31 ottobre 2006, giorno dopo il quale la sua programmazione è stata suddivisa nei due canali RaiSat YoYo e RaiSat Smash (poi diventato RaiSat Smash Girls).